# Danio aequipinnulus
Danio aequipinnulus је зракоперка из реда Cypriniformes.

## Угроженост
Подаци о распрострањености ове врсте су недовољни.

## Распрострањење
Ареал врсте је ограничен на једну државу. 
Шри Ланка је једино познато природно станиште врсте.

## Станиште
Станиште врсте су слатководна подручја.